# Politica dei visti in Canada

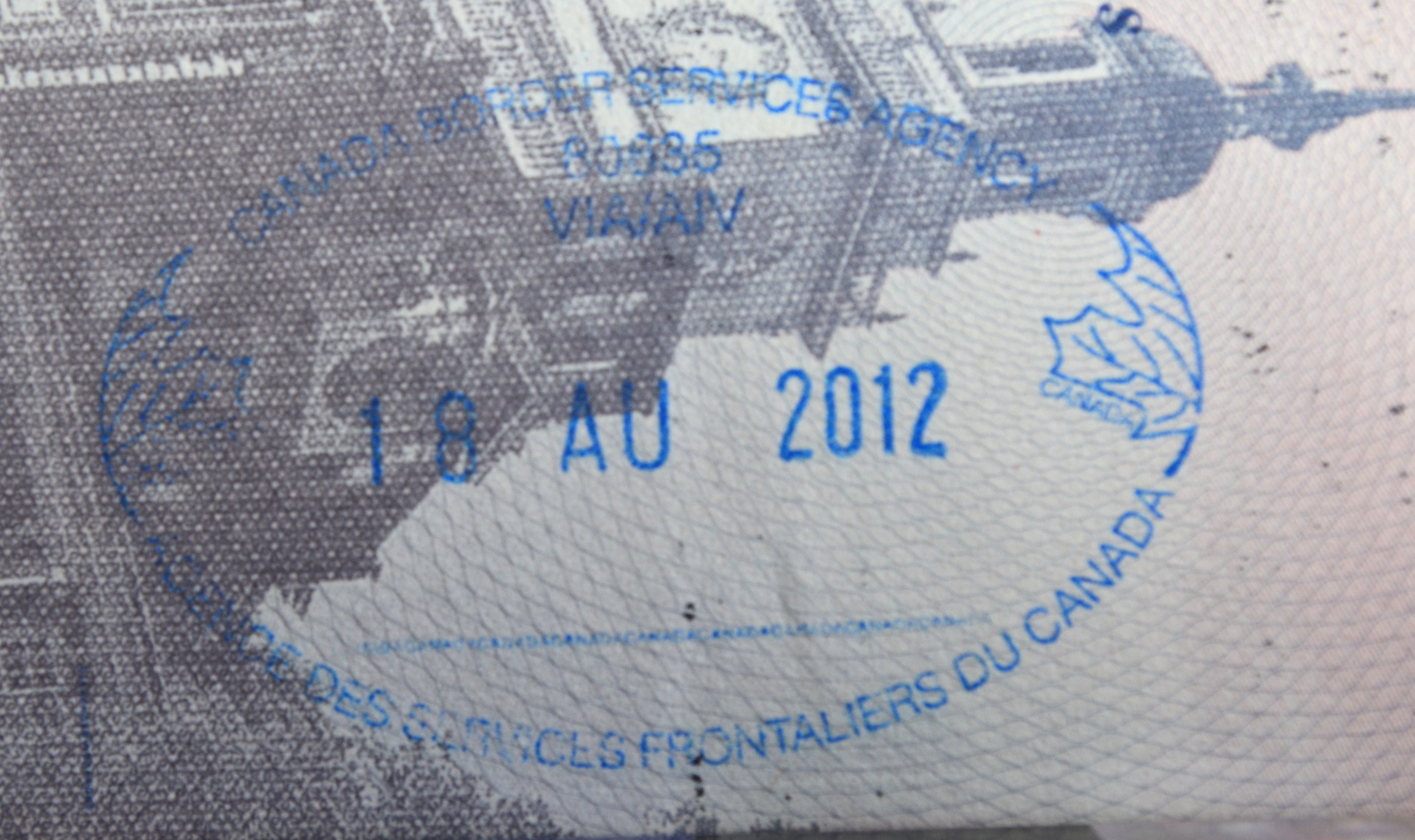
Timbro sul passaporto di un cittadino americano all'ingresso in Canada dall'aeroporto di Vancouver nel 2012

Un cittadino straniero per entrare in Canada deve richiedere il visto a meno che non sia in possesso di una cittadinanza dei 51 paesi che sono esonerati. Ogni anno più di 35 milioni di persone chiedono di entrare in Canada.
Il governo canadese ha introdotto una autorizzazione elettronica di viaggio (eTA) per tutti i cittadini di paesi esonerati dal visto (esclusi gli Stati Uniti) arrivati in aereo dopo il 16 marzo 2016.

## Mappa della politica sui visti

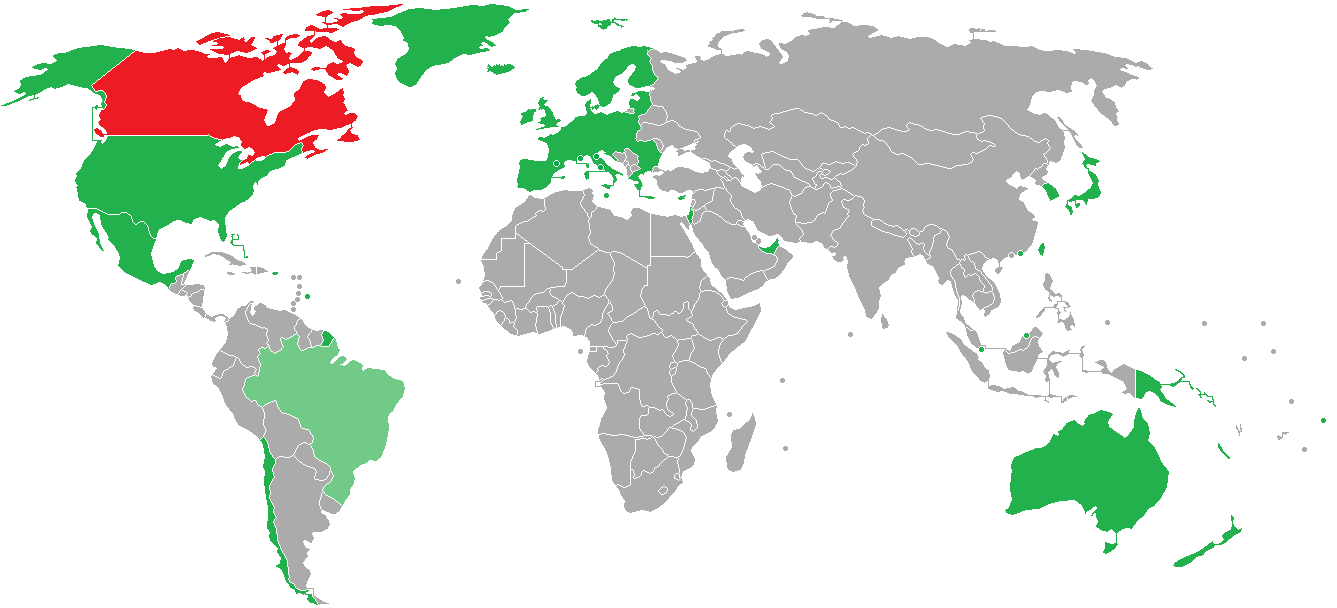
Canada
Countries with visa-free access to Canada
(eTA required when arriving by air, except for United States nationals)
Electronic Travel Authorization available
(eTA available for citizens who have held a Canadian visa in the last 10 years or who hold a valid United States non-immigrant visa when arriving by air)
Visa required for entry to Canada

Canada
     Countries with visa-free access to Canada 
(eTA required when arriving by air, except for United States nationals)
     Electronic Travel Authorization available 
(eTA available for citizens who have held a Canadian visa in the last 10 years or who hold a valid United States non-immigrant visa when arriving by air)
     Visa required for entry to Canada

## Esenzioni dal visto
I cittadini dei seguenti paesi e territori sono ammessi a visitare o transitare in Canada senza bisogno di ottenere il visto per un periodo non superiore a 6 mesi
Per entrare in Canada senza visto è necessario:
- essere in possesso di un passaporto valido
- viaggiare per motivi di turismo o di affari
- essere in buone condizioni di salute ed essere eventualmente disponibili a sottoporsi ad una visita medica
- dimostrare di disporre di risorse economiche sufficienti per il proprio soggiorno
- non aver riportato precedenti penali che escludono l'ingresso

Tali condizioni indispensabili non sono tuttavia sufficienti per essere ammessi alla frontiera. È infatti anche necessario riuscire a convincere il funzionario dell'immigrazione che al termine del soggiorno si abbandonerà il Canada.
Elenco paesi:
- Unione europea
  - incluso Saint Peter Port, Isola di Man, Baliato di Jersey e Territori Britannici d'Oltremare.[6]
- Andorra
- Antigua e Barbuda
- Australia
- Brasile [Già stati ammessi in Canada negli ultimi 10 anni o sono in possesso di un regolare non-immigrant visa per gli Stati Uniti possono entrare in Canada con la sola eTA quando arrivano in aereo.]
- Bahamas
- Barbados
- Brunei
- Cile[7]
- Hong Kong
  - solo per i possessori di un passaporto della speciale regionale amministrativa di Hong Kong
- Israele
  - solo per i possessori di un passaporto dell'Israele
- Giappone
- Messico
- Monaco
- Nuova Zelanda
- Papua Nuova Guinea
- Corea del Sud
- Samoa
- San Marino
- Singapore
- Isole Salomone
- Taiwan
  - solo per i possessori di passaporto rilasciato dal Ministro degli Affari Esteri in Taiwan con numero personale di identificazione.
- Stati Uniti
  - inclusi soggetti con permesso di residenza permanente negli Stati Uniti che sono in possesso della Green Card o può dimostrare una residenza permanente.
- Città del Vaticano

Ammissione
All'ingresso, Canada Border Services Officer (BSO) contrassegna il passaporto o il documento di viaggio e registra la data entro cui il viaggiatore dovrà abbandonare il Canada. I viaggiatori che intendono prolungare il soggiorno devono attivarsi entro 30 giorni prima della scadenza.

### Electronic travel authorization
Nel dicembre 2013 il Governo canadese ha annunciato l'intenzione di introdurre una autorizzazione elettronica di viaggio (eTA) simile a quella in uso negli Stati Uniti come parte di un piano per monitorare in maniera omogenea i viaggiatori senza visto
L'eTA diventerà obbligatoria per tutti i viaggi senza visto (esclusi i cittadini americani) per i viaggiatori in arrivo in aereo dal 15 marzo 2016. I viaggiatori possono comunque già richiederlo a partire dal primo agosto 2015. L'eTA non è necessario per gli ingressi via terra o via mare, ma solo per gli arrivi in aereo.. L'eTA dovrà essere richiesta con un anticipo di 30 giorni e sarà valida per cinque anni consecutivi.
I cittadini americani e i cittadini francesi residenti in Saint-Pierre e Miquelon sono esonerati, come i cittadini stranieri residenti in Cananda.
Coloro che desiderano visitare il Canada devono collegarsi sull'apposito sito internet e pagare una tariffa per il servizio. Devo altresì dichiarare i propri dati anagrafici, i dati del passaporto e altre informazioni normalmente richieste per il rilascio del visto. Altre informazioni riguardano le ulteriori cittadinanze possedute, le proprie risorse economiche, condizioni lavorative e propri recapiti inclusa la residenza. Bisogna dichiarare anche il proprio Stato di salute, la storia migratoria ed eventuali condanne penali subite. Non vi sono domande sul programma previsto in Canada. A seconda della valutazione del rischio, viene pubblicata un'autorizzazione elettronica di viaggio (eTA) valida per più ingressi in Canada per un periodo non superiore a 5 anni.
Con l'introduzione dell'eTA, i cittadini dei seguenti paesi che sono già stati ammessi in Canada negli ultimi 10 anni o sono in possesso di un regolare non-immigrant visa per gli Stati Uniti possono entrare in Canada con la sola eTA quando arrivano in aereo
- Brasile
- Bulgaria
- Messico
- Romania

## Transito senza visto
In aggiunta ai paesi con esonero del visto, il programma di transito senza visto (Transit Without Visa - TWOV) e il programma di transito cinese (China Transit Program - CTP) consentono a certi cittadini stranieri di transitare in Canada da e per gli Stati Uniti senza un visto di transito. Devono comunque essere in possesso di un valido visto per gli Stati Uniti, devono viaggiare con una compagnia aerea autorizzata (Air Canada, Air China, Cathay Pacific, China Airlines, Philippine Airlines, Jazz Air, Sky Regional Airlines and Air Georgian) e transitare da uno degli aeroporti autorizzati (Aeroporto Internazionale di Vancouver o dal solo Terminal 1 dell'Aeroporto Internazionale di Toronto-Pearson).
Il transito senza visto è ammesso per i cittadini dei seguenti paesi:
- Indonesia
- Thailandia
- Taiwan (per coloro che non sono già esonerati dal visto)
- Filippine

Per i cittadini cinesi in possesso di regolare passaporto della Repubblica Popolare Cinese e in partenza dalle città di Pechino, Guangzhou, Shanghai, Xiamen, Fuzhou, Chengdu, Shenyang, Harbin, Hong Kong, Manila, Seoul Incheon, Taipei, Tokyo Haneda e Tokyo Narita possono usufruire del programma di transito cinese (CTP).

## Visti rilasciati dal Canada

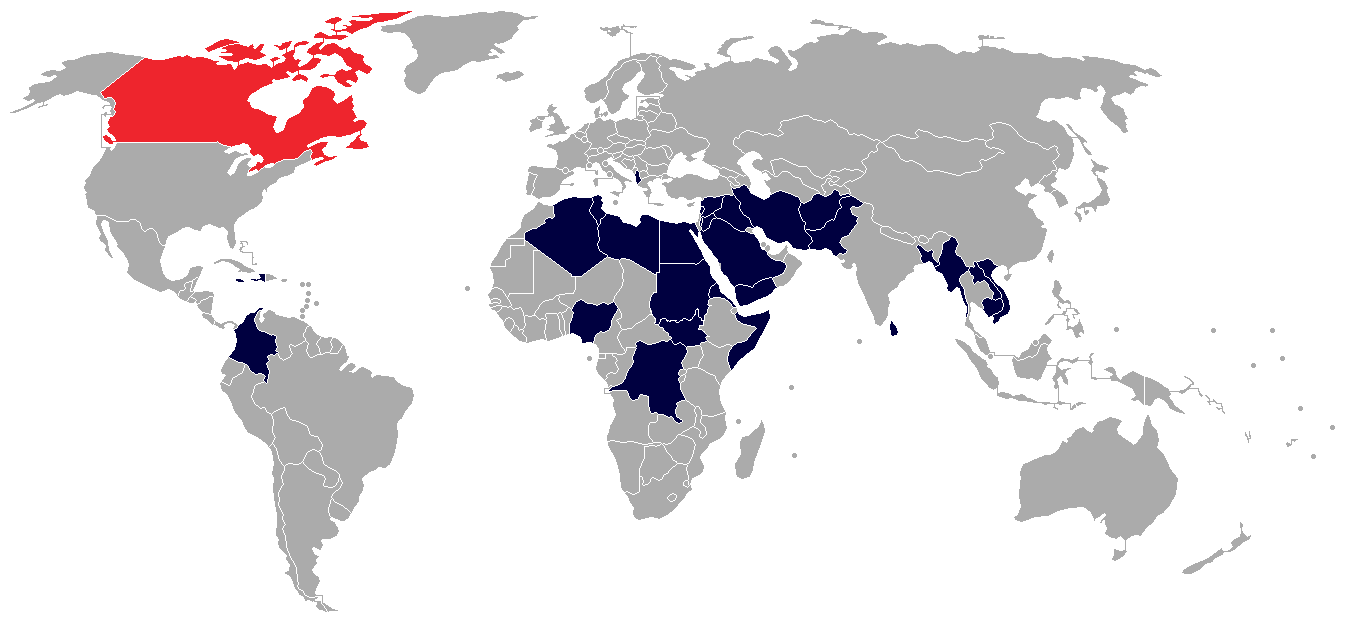
Paesi per cui è obbligatoria l'acquisizione dei dati biometrici per ottenere il visto.

I cittadini degli altri paesi devono invece richiedere il visto prima di recarsi in Canada. È necessario richiederlo presso un consolato canadese all'estero. La procedura vale anche per i visti per affari. Alcuni visitatori possono svolgere la procedura esclusivamente online. Genitori e nonni di cittadini canadesi o cittadini residenti in Cananda possono ottenere un visto che consente di stare fino a 2 anni in Canada.
I cittadini dei seguenti 29 paesi, a partire da settembre e dicembre 2013, devono anche fornire dati biometrici (impronte digitali e fotografia):
| - Afghanistan - Albania - Algeria - Bangladesh - Cambogia - Colombia - RD del Congo - Egitto - Eritrea - Haiti | - Iran - Iraq - Giamaica - Giordania - Laos - Libano - Libia - Birmania - Nigeria - Pakistan | - Palestina - Arabia Saudita - Somalia - Sudan del Sud - Sri Lanka - Sudan - Siria - Tunisia - Vietnam - Yemen |  |

Numero dei soli visti turistici rilasciati:
| Anno | Numero di visti |
| ---- | --------------- |
| 2009 | 543,894         |
| 2010 | 599,200         |
| 2011 | 606,750         |
| 2012 | 664,042         |
| 2013 | 686,128         |
| 2014 | 835,396         |